# Río Guamuéz
Le río Guamuéz est une rivière de Colombie, tributaire du cours supérieur du río Putumayo, lui-même affluent majeur du rio Solimões, cours moyen de l'Amazone.

## Géographie
Le río Guamuéz naît sur le versant oriental de la Cordillère des Andes, au sud-est de la ville de Pasto. Il est l'émissaire naturel du lac de la Cocha dans l'extrême est du département colombien de Nariño, dans le sanctuaire de faune et de flore de l'île de La Corota. Il coule ensuite vers le sud puis l'est, passe dans le département de Putumayo, avant de rejoindre le río Putumayo près du port fluvial de Puerto Asís.
C'est un cours d'eau très abondant en raison d'une pluviométrie locale très élevée (5 ou 6 mètres par an). Au confluent, il est plus long, son bassin est plus étendu, et il roule autant d'eau que le río Putumayo.